# Island Lake
Island Lake è un lago di montagna nelle Ruby Mountains, nella Contea di Elko, nel Nevada nord-orientale. Si trova in una valle sopra il Lamoille Canyon alle coordinate 40°36′54″N 115°22′53″W, a un'altitudine di 2.940 metri.
Ha una superficie di circa 3 ettari e una profondità che raggiunge i 6 metri e 70 centimetri. È un famoso luogo per gite di un giorno, pesca e campeggio.
È una delle fonti minori per la formazione del Lamoille Creek, il quale, dopo essere uscito dalle montagne, passa attraverso il paese di Lamoille, scivola per la Lamoille Valley e sfocia nel fiume Humboldt.